# NGC 2715
NGC 2715 este o intermediate spiral galaxy⁠(d) situată în constelația Girafa. A fost descoperită în 1871 de către Alphonse Borrelly. Se află la o distanță de 17,22 megaparseci de Pământ.